# Остров (Замоскворечье)
О́стров (Ба́лчуг, Садо́вники, Садо́внический остров, Боло́тный о́стров, Безымянный остров, Кремлёвский остров, Золотой остров) — историческая местность в Москве. Фактически является искусственным островом на реке Москве, поскольку образован при прокладке Водоотводного канала по старице реки Москвы в конце XVIII века.
Административно территория острова входит в состав районов Якиманка (к западу от улицы Балчуг) и Замоскворечье (к востоку от нее) ЦАО Москвы.

## Название
У острова нет ни исторического, ни официального названия. Тем не менее, некоторые популярные публикации предлагают свои варианты, в основном по урочищам (народным названиям) данной исторической местности: Балчуг, Болотный, Садовники, а также Кремлёвский, Золотой, Безымянный.

## История
Ещё в XVI—XVIII веках, до прокладки Водоотводного канала, на нынешней территории острова существовали Садовые слободы: Верхняя, Средняя, Нижняя — в настоящее время это территории Берсеневки, Болота и Балчуга, Садовников, соответственно. В XVIII веке слободской уклад исчезает. На Болоте возникает Болотный рынок (XVIII—XIX века).
В 1778—1780 годах было сооружено здание Нового Кригскомиссариата (архитектор Никола Легран).
В 1783 году половодьем были повреждены опоры Большого Каменного моста, для их ремонта вода из реки была отведена каналом (отсюда его название), проложенным вдоль Москвы-реки по её старице в 1783—1786 годах, в результате чего и образовался остров.
В 1885 году на Берсеневке построены корпуса кондитерской фабрики «Эйнем» (с 1922 по 2007 — кондитерская фабрика «Красный Октябрь»). В 1896 году на острове построена Центральная электрическая станция «Общества электрического освещения 1886 года» (ныне ГЭС-1).

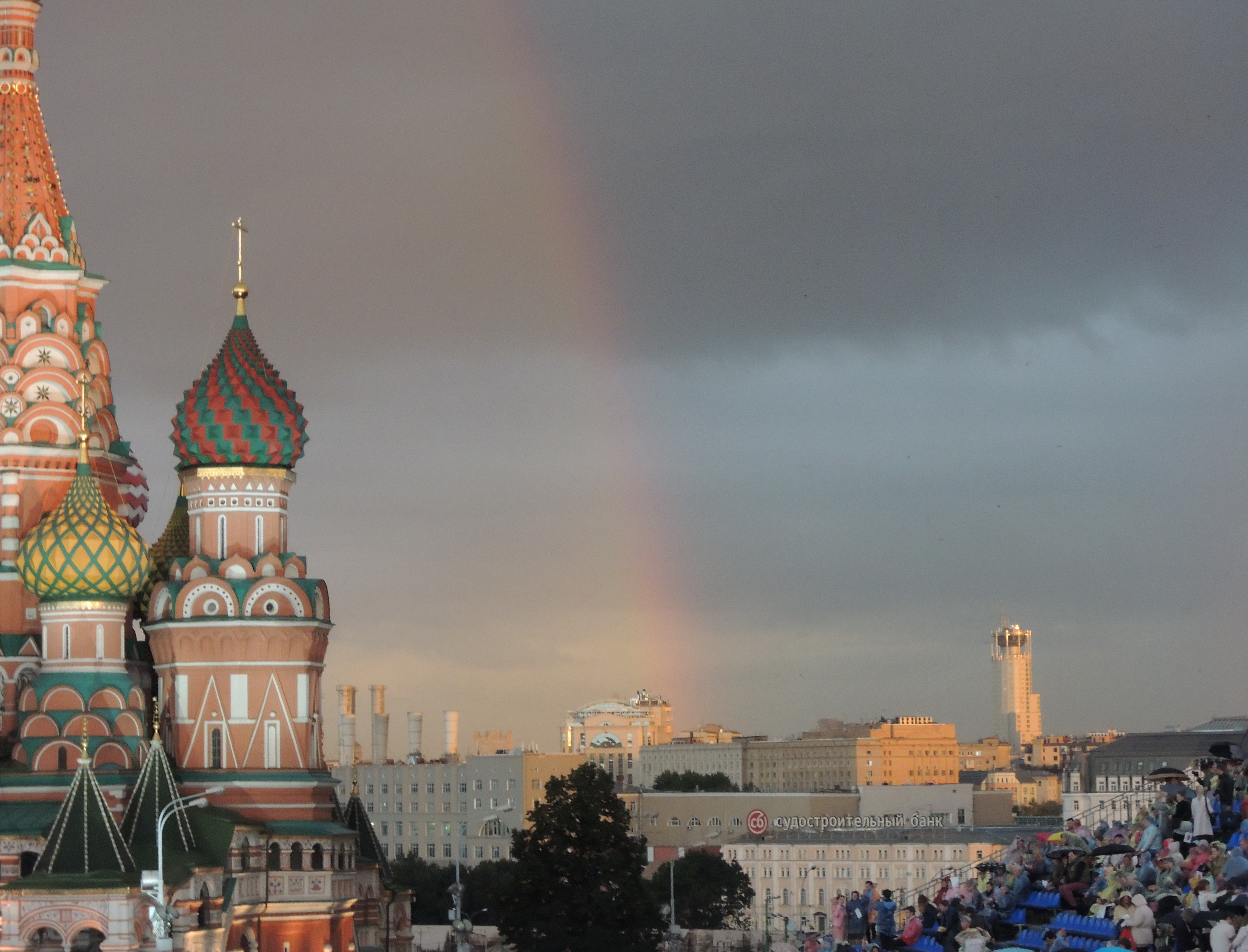
Вид в сторону Павелецкой площади со стороны Красной площади

## Новое строительство
Несмотря на угрозу исторической застройке города, московские власти поддерживают девелоперское освоение территории острова. Четыре крупных проекта по новому строительству общей площадью примерно 160 тыс. м² в совокупности требуют около 800 млн $ инвестиций: это два участка между Софийской набережной и Болотной площадью, где запланирован объект на 60 тыс. м², а также два участка на Софийской набережной — № 36, т. н. «Царёв сад» площадью в 74 тыс. м² и № 34, стр. 4, торговые склады Кокоревского подворья ( ЦГФО, 1860—1880, 1930), вместо которых планируется новый объект площадью в 33 тыс. м².

## Улицы

### Основные улицы
- Улица Серафимовича
- Садовническая улица
- Садовнический переулок
- Нижняя Краснохолмская улица

### Прочие улицы и переулки
- Берсеневский переулок
- Болотная площадь
- Болотная улица
- Фалеевский переулок
- Лубочный переулок
- Улица Балчуг
- Садовнический проезд
- Комиссариатский переулок
- 2-й Раушский переулок

### Набережные
- Набережные Москвы-реки:

- Берсеневская
- Софийская
- Раушская
- Космодамианская

- Набережные Водоотводного канала:

- Болотная
- Садовническая

## Мосты

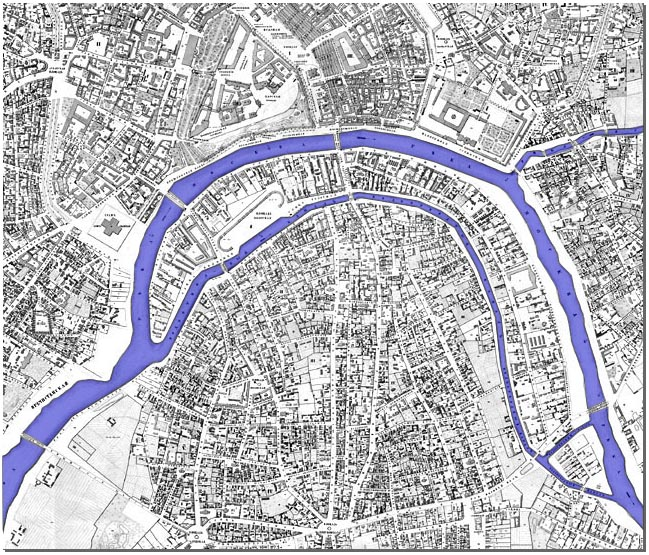
Карта 1852—1853 года

### Мосты через реку Москву
- Патриарший мост (пешеходный)
- Большой Каменный мост
- Большой Москворецкий мост
- Большой Устьинский мост
- Большой Краснохолмский мост

### Мосты через Водоотводный канал
- Патриарший мост (пешеходный)
- Малый Каменный мост
- Третьяковский мост (пешеходный, известный как Лужков мост)
- Малый Москворецкий мост
- Чугунный мост
- Садовнический мост (пешеходный)
- Комиссариатский мост
- Зверев мост (пешеходный)
- Малый Краснохолмский мост
- Шлюзовой пешеходный мост (пешеходный)
- Шлюзовой мост

## Исторические местности
На острове расположены следующие исторические местности:
- Берсеневка
- Болото
- Балчуг
- Садовники

## Примечательные здания и сооружения
- Палаты Аверкия Кириллова
- Храм Николая Чудотворца на Берсеневке
- Храм Великомученика Георгия Победоносца в Ендове
- Церковь Софии в Средних Садовниках
- Храм Святителя Николая Чудотворца в Заяицком
- Дом на набережной
- Гостиница «Балчуг»
- ГЭС-1
- Здание Кригскомиссариата
- Московский международный Дом музыки
- «Swissotel Красные Холмы»
- ГЭС-2 (Москва)

## Памятники
- Памятник «В ознаменование 300-летия российского флота»
- Памятник И. Е. Репину на Болотной площади
- Скульптурная композиция «Дети — жертвы пороков взрослых»